# Traun (Schmieritz)
Traun ist ein Ortsteil der Gemeinde Schmieritz im Saale-Orla-Kreis in Thüringen.

## Geografie
Der Weiler Traun liegt am Ende der Nordabdachung des Südostthüringer Schiefergebirges zum Orlatal, das recht fruchtbare Böden besitzt. Traun befindet sich unmittelbar an der Bundesstraße 281 von Saalfeld Richtung Gera und Leipzig mit Anschluss bei Triptis zur Bundesautobahn 9. Außerdem führt die Bahnstrecke Leipzig–Probstzella nah am Dorf vorbei.

## Geschichte
Die urkundliche Ersterwähnung fand 1378 statt. Die romanische Kirche wurde im 17. Jahrhundert umgebaut. Die Bauern des Ortes waren nach 1945 in der Agrar-Industrie-Vereinigung Neustadt an der Orla eingebunden. Nach der Wende fanden sie neue Wege der agrarischen Entwicklung.